# Planta de reciclaje PetStar
PetStar es una empresa mexicana dedicada al reciclaje de envases fundada en el año 2006 y ubicada en la ciudad de Toluca, Estado de México, y es considerada como la recicladora más grande del continente, además de una planta de valorización de subproductos y ocho plantas de acopio distribuidas a lo largo del país. 
La compañía es un proyecto de sustentabilidad de la Industria Mexicana de Coca-Cola, siendo sus inversionistas: Arca Continental, Coca-Cola de México, Bepensa Bebidas, Corporación del Fuerte, Corporación Rica, Grupo Embotellador Nayar y Embotelladora de Colima.

## Historia
La empresa surge en 1995 como Avangard México, dedicándose al acopio y comercialización de residuos plásticos de origen de post-consumo. En 2001 participó en el diseño y ejecución del programa ECOCE (Asociación Civil sin fines de lucro auspiciada por la industria de bebidas y alimentos que impulsa una cultura ecológica y el acopio y reciclaje de empaques y envases).
El nombre de PetStar surge en 2006 mediante una asociación entre Avangard México con Promotora Ambiental (PASA), concluyendo la construcción de la primera fase en 2009 con capacidad de reciclar 28 mil toneladas anuales de botellas de origen de post-consumo para convertirlas en 22 mil toneladas de resina de PET grado alimenticio.

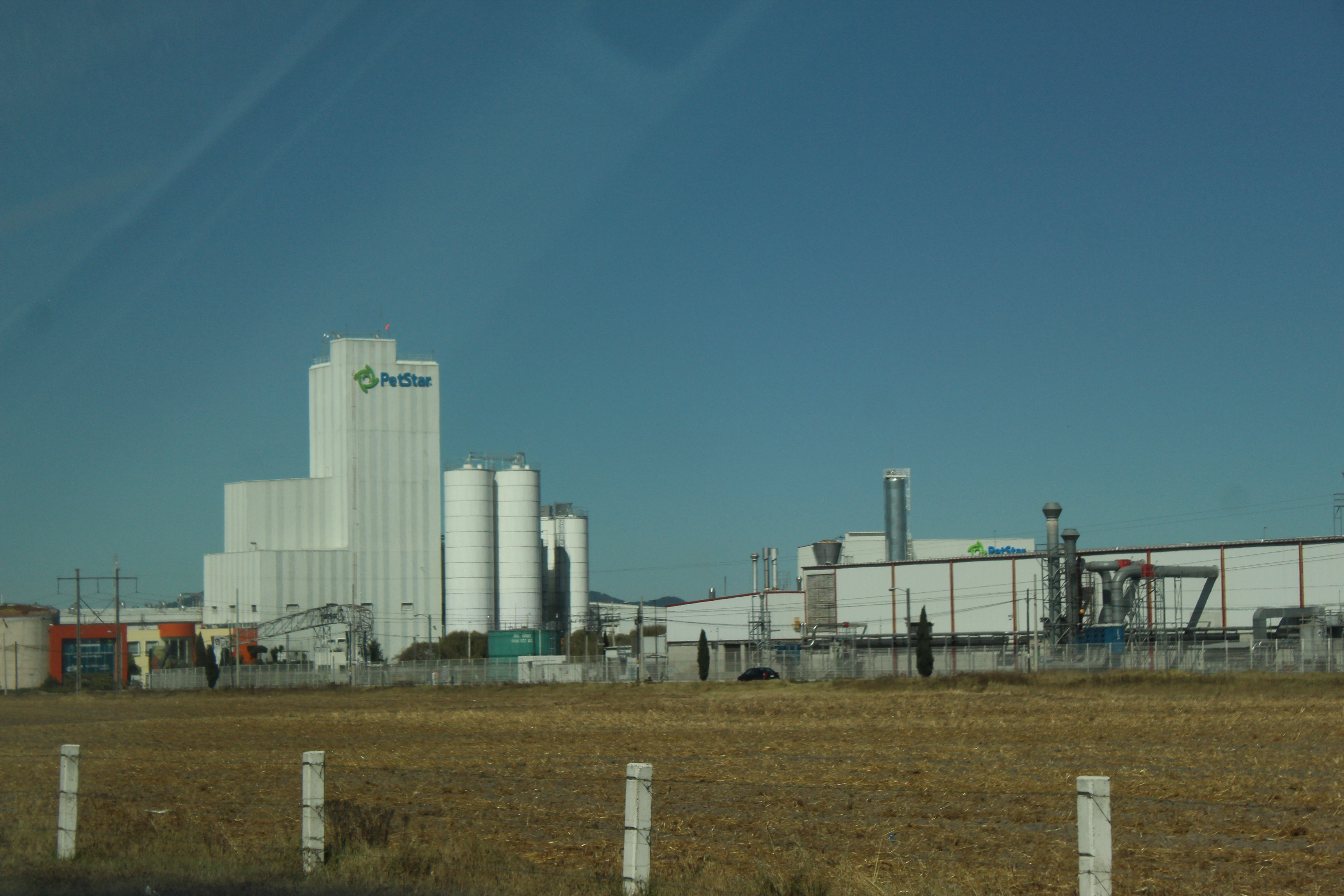
Planta de Reciclado PET Grado Alimenticio más Grande del Mundo

A finales de 2011, fue adquirida por una gran parte de la Industria Mexicana de Coca-Cola. Convirtiéndose en la Planta de Reciclado PET Grado Alimenticio más Grande del Mundo, con una capacidad para reciclar 50 mil toneladas anuales de resina reciclada grado alimenticio, dato avalado por la prestigiada firma del Reino Unido PCI (PET Packaging Resin & Recycling Limited) en junio de 2013. 

## Proceso de Reciclaje
El PET (Tereftalato de polietileno) es un polímero termoplástico utilizado para la fabricación de envases, principalmente para bebidas como agua, jugos, refresco, etc. Se obtiene de materias primas derivadas del petróleo y es 100% reciclable y sustentable. Existen tres tipos de proceso para el reciclado de PET: el mecánico, químico y energético.
PetStar utiliza un proceso mecánico, el cual consiste en un proceso de lavado y molienda, extrusión y policondensación; para este proceso es fundamental el acopio de materiales, el cual se lleva a cabo mediante un modelo de acopio inclusivo.

#### Acopio
Los envases de PET se recuperan de diferentes lugares como: tiraderos, depósitos y rellenos sanitarios entre otros, de ahí son llevados a alguno de los 8 centros de acopio con los que cuenta la empresa, para poder segregar el material por color y tipo de  envase  para posteriormente compactarlo en  pacas de 500kg. que serán enviadas a la planta de reciclaje para comenzar con el proceso.

#### Lavado y Molienda
En este proceso se lavan los envases de PET para retirar la mayoría de las etiquetas, así como tierra o algún contaminante externo, posteriormente se introducen a los molinos, los cuales trituraran los envases hasta convertirlos en hojuelas de PET.

#### Extrusión

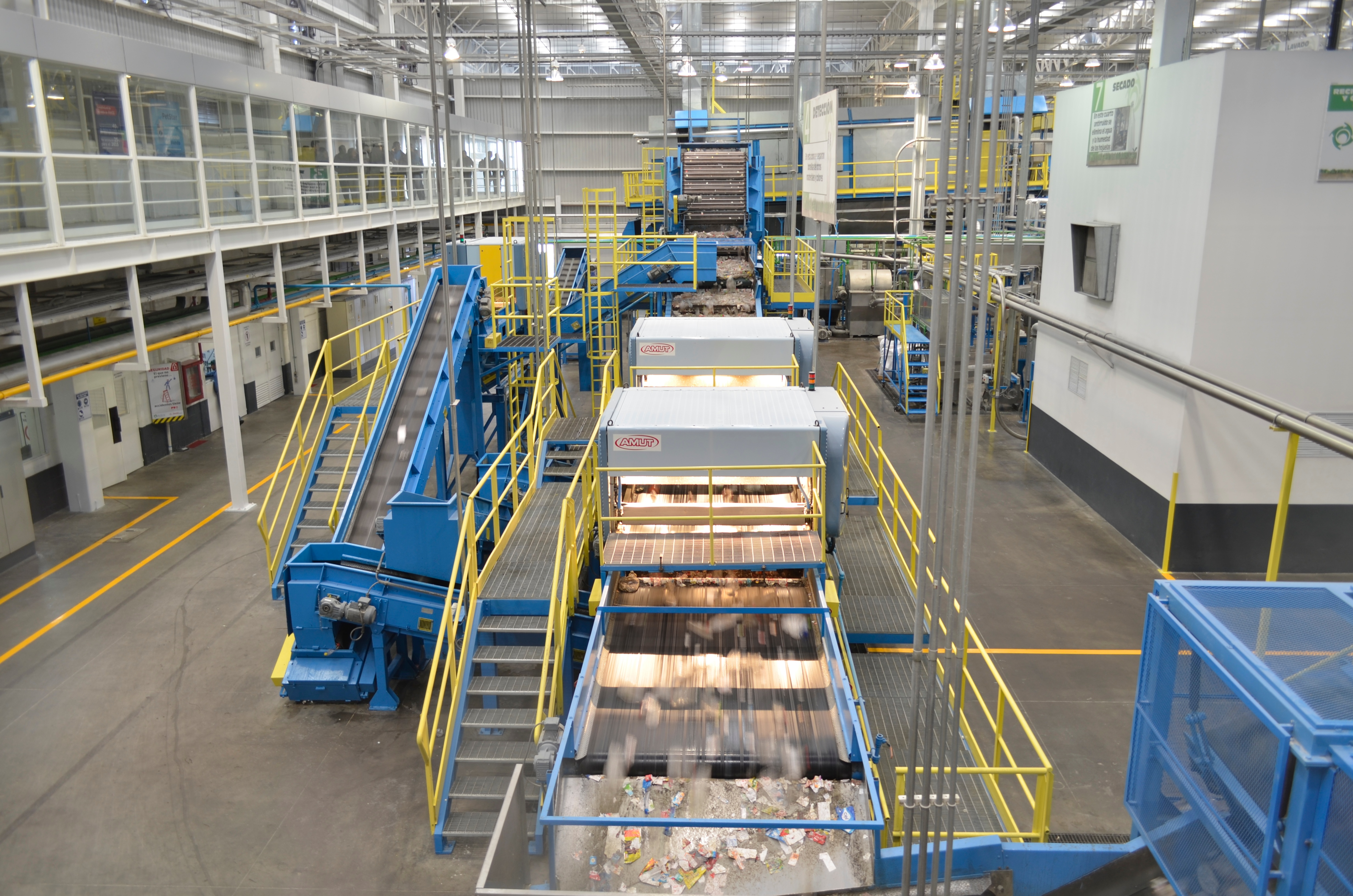
Proceso de lavado y molienda de PET (tecnología AMUT)

Durante esta fase se introducen las hojuelas de PET al extrusor, el cual funciona a partir de husillos que se encargaran de fundir las hojuelas a altas temperaturas y así transformarlas en pellets de PET amorfo.

#### Policondensación

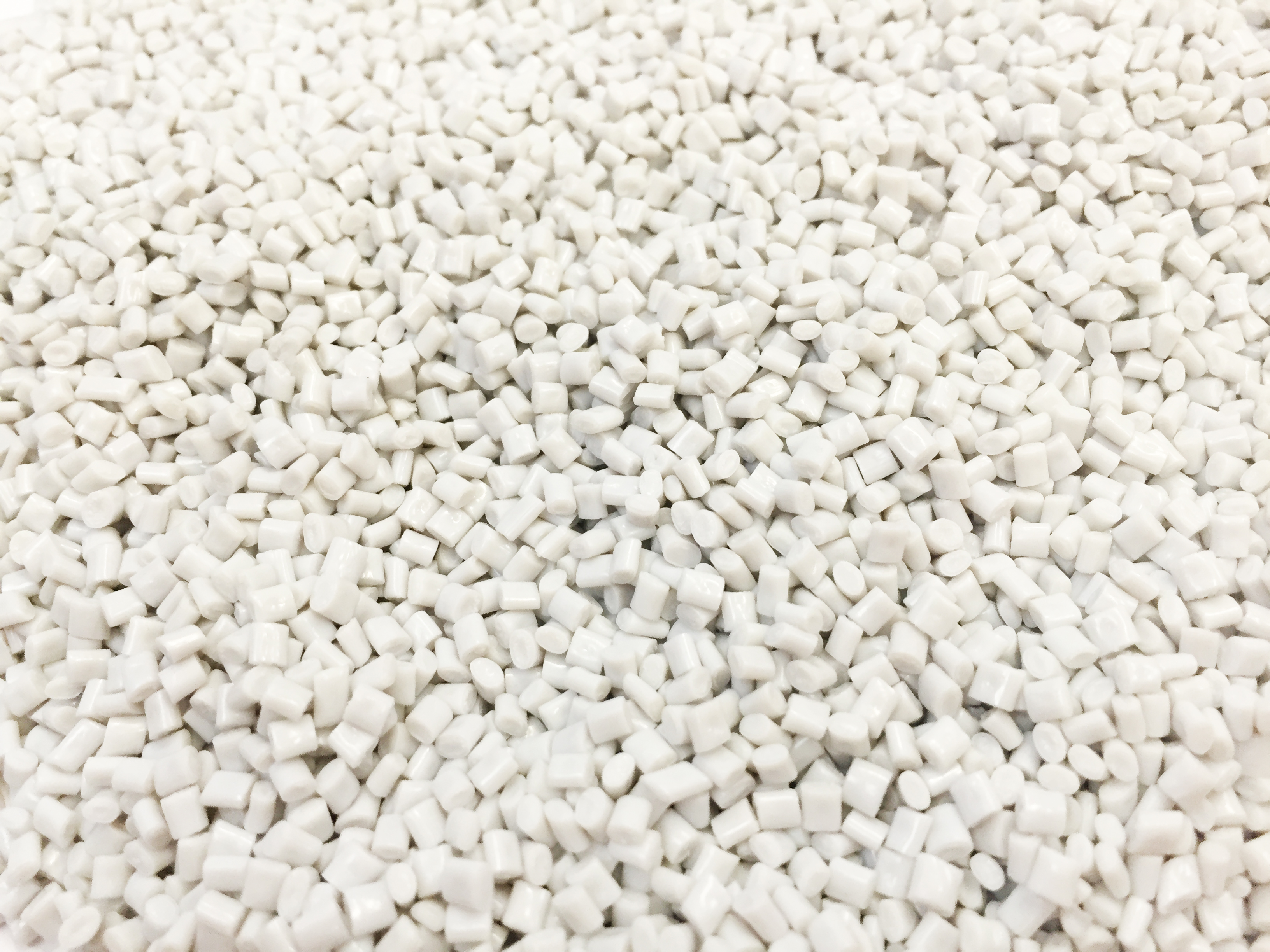
Resina reciclada de PET grado alimenticio

La policondensación es uno de los pasos más importantes dentro del proceso del reciclaje del PET, ya que aquí es donde se cristaliza la resina dándole mayor resistencia además de decontaminarla. Este proceso ocurre dentro de una torre de 50 metros de altura, donde se encuentra ubicado un reactor al que se introduce el pellet amorfo, para inyectarle gas nitrógeno a 212 °C y permanece ahí durante 18 horas para que salga transformado en resina reciclada de PET Grado Alimenticio lista para utilizarse en la elaboración de nuevos envases.

## Certificaciones
La empresa está basada en una cultura de sustentabilidad y avalada por certificaciones nacionales e internacionales 
- ISO 9001: Certificación en Calidad de procesos y producto
- ISO 50001: Certificación en eficiencia energética
- ISO 14001: Certificación a los procesos en materia ambiental
- ISO 22000:Certificación en Inocuidad de procesos y producto
- OHSAS 18001: Certificación a los procesos de seguridad y salud ocupacional
- INDUSTRIA LIMPIA: Otorgado por la PROFEPA (Procuraduría Federal de Protección Ambiental)
- OPERATION CLEAN SWEEP: Iniciativa internacional para prevenir que los pellets y la hojuela lleguen al ecosistema marino
- TRANSPORTE LIMPIO: Otorgado por la SEMARNAT y la SCT a empresas con vehículos motorizados eficientes, competitivos y amigables con el medio ambiente.
- EMPRESA SEGURA: Otorgado por la STPS (Secretaría de Trabajo y Previsión Social)
- LEED PLATINUM: El Museo-Auditorio de PetStar cuenta con la certificación LEED Platinum, otorgada por el U.S. Green Building Council por ser un edificio sustentable.
- ESR: Empresa Socialmente Responsable. Distintivo otorgado por el CEMEFI (Centro Mexicano para la Filantropía)
- SÚPER EMPRESAS: El lugar donde todos quieren trabajar, otorgado por la revista Expansión y la consultora Top Companies

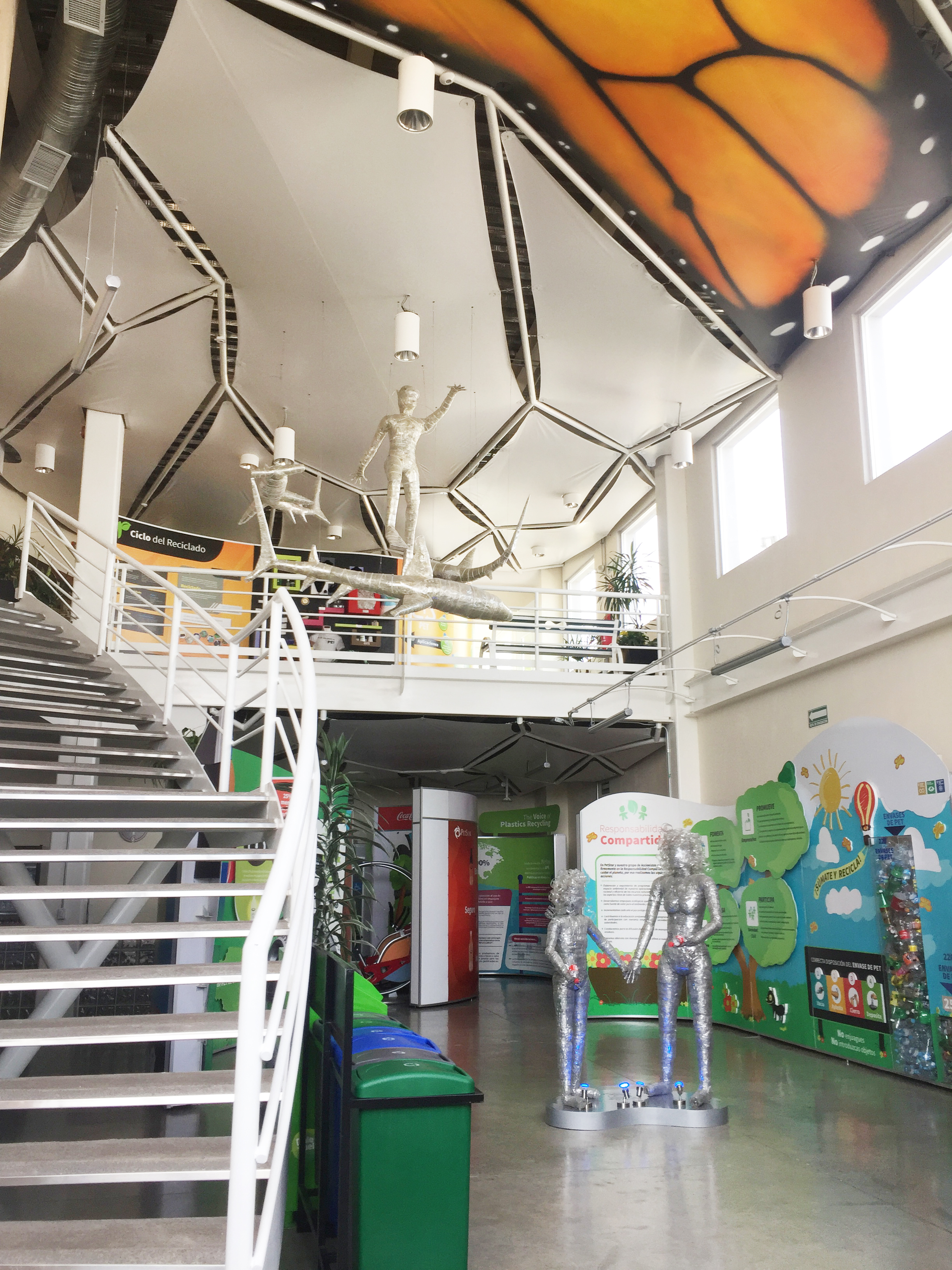
Museo Auditorio PetStar, cuenta con certificación LEED Platinum

- Museo Auditorio PetStar, cuenta con certificación LEED PlatinumCARTA DE LA TIERRA: En 2014, se adhirió a la Carta de la Tierra, una iniciativa de la ONU para la conservación, cuidado y protección del medio ambiente.
- PACTO MUNDIAL: A principios de 2016, se adhirió a la iniciativa internacional Pacto Mundial de las Naciones Unidas
- ODS: La operación está alineada con los Objetivos de Desarrollo Sostenible desarrollados por la ONU.
- HECHO EN MÉXICO: